# Saint-Laurent-du-Pape
Saint-Laurent-du-Pape é uma comuna francesa na região administrativa de Auvérnia-Ródano-Alpes, no departamento de Ardèche. Estende-se por uma área de 20,1 km². Em 2010 a comuna tinha 1 611 habitantes (densidade: 80,1 hab./km²).